# Gilles Pennelle
Gilles Pennelle, né le 20 juillet 1962 à Dieppe, est un homme politique français, membre du Rassemblement national. En 2024, il est élu député européen.

## Biographie

### Jeunesse et famille
Gilles Pennelle naît le 20 juillet 1962 à Dieppe,. Il est le fils d’un père ouvrier verrier et d’une mère au foyer. Il est l'aîné d'une famille de quatre enfants.

### Enseignant en lycée
En 1985, il effectue sa première rentrée scolaire en tant que professeur d'histoire-géographie. Il enseigne cette matière pendant trente-deux ans en lycée privé.

### Politique
Il aurait milité d'abord au Parti des forces nouvelles (PNF) lors de ses études à l'université de Rouen. Il adhère au Front national (FN) en 1987, ce qu'il dément. Il est conseiller municipal FN à Rouen de 1989 à 2001 et conseiller régional de Haute-Normandie de 1992 à 2004. Gilles Pennelle suit Bruno Mégret, après la scission du FN de 1998, au MNR. Il quitte Bruno Mégret au lendemain du 21 avril 2002 puis revient au FN dix ans plus tard, après que le secrétaire général, Nicolas Bay, lui a demandé de reprendre la fédération d'Ille-et-Vilaine.
Après 2002, il rejoint brièvement le groupuscule néopaïen Terre et Peuple. Il crée également avec Pierre Vial la « Maison de l’identité », visant à rassembler sous une bannière commune différents groupuscules d’extrême droite.
Lors des élections européennes de 2014 en France, il est en 3e position sur la liste FN dans la circonscription de l'ouest et n'est pas élu. En 2015, il se présente aux élections départementales de 2015 dans le canton de Fougères-2, où il obtient 22 % des suffrages. En décembre de la même année, il est tête de liste pour le FN lors des élections régionales de 2015 en Bretagne. Il est élu conseiller régional.
En 2018, lors du XVIe congrès du Front national, il est élu au Conseil national du parti. Il est plus proche de la ligne conservatrice et identitaire de Marion Maréchal que de celle de Marine Le Pen, et tente de pousser Nicolas Bay à se porter candidat à la présidence du FN contre cette dernière, en 2018.
En septembre 2020, aux élections sénatoriales en Ille-et-Vilaine, il est tête de liste pour le RN et n'est pas élu. En 2021, le Rassemblement national désigne officiellement Gilles Pennelle comme tête de liste aux élections régionales en Bretagne, malgré des controverses sur ses prises de position et ses liens avec des groupes néopaïens. La liste obtient 13,4 % au second tour,.
Il est candidat en 2022 aux élections législatives pour la sixième circonscription d'Ille-et-Vilaine, où il est battu dès le premier tour. Il soutient Jordan Bardella face à Louis Aliot pour le poste de président du parti fin 2022.
L'année suivante, il devient directeur général du Rassemblement national et a la charge des fédérations, des élections et de la formation, fonction pour laquelle il est rémunéré à hauteur de 6 500 euros mensuels,,. Avec le politologue Jérôme Sainte-Marie, à partir de janvier 2023, il est à la tête de la future école des cadres du parti.
Il se définit politiquement comme « bonapartiste », bien qu'il soit décrit comme principalement porté sur les questions identitaires.
En 2024, il figure en 15e position sur la liste du Rassemblement national aux élections européennes, conduite par Jordan Bardella. Il est élu le 9 juin 2024.
Après le « résultat décevant » du Rassemblement national lors des élections législatives françaises de 2024, il démissionne de son poste de directeur général du parti. Il était notamment chargé de trouver des candidats de bon niveau pour les 577 circonscriptions et de renouveler les responsables départementaux du RN. Son départ est confirmé par Philippe Olivier.

### Vie privée
Il est père de sept enfants et frère de Guillaume Pennelle, élu président du groupe Rassemblement national à la région Normandie.